# Michael Nouri
Michael Nouri (n. 9 decembrie 1945, Washington, D.C., District of Columbia, SUA) este un actor american de film, televiziune și teatru. El este cel mai bine cunoscut pentru rolurile sale de televiziune, printre care Dr. Neil Roberts din Rebel în California, Phil Gray din Damages, Caleb Cortlandt din Destine secrete, Eli David din NCIS și Bob Schwartz din Yellowstone. De asemenea, este cunoscut pentru rolurile sale principale din filmele Flashdance (1983) și The Hidden (1987) și a apărut în mai multe piese de pe Broadway și Off-Broadway, inclusiv în producția originală Victor/Victoria. A fost nominalizat la premiul Saturn și la premiul Emmy.

## Filmografie

### Film
| An   | Titlu                            | Rol                      |
| ---- | -------------------------------- | ------------------------ |
| 1969 | Goodbye, Columbus                | Don Farber (nemenționat) |
| 1981 | Gangster Wars                    | Charles "Lucky" Luciano  |
| 1983 | Flashdance                       | Nick Hurley              |
| 1986 | The Imagemaker                   | Roger Blackwell          |
| 1986 | GoBots: Battle of the Rock Lords | Boulder (voce)           |
| 1987 | The Hidden                       | Det. Thomas Beck         |
| 1988 | Thieves of Fortune               | Juan Luis                |
| 1990 | Little Vegas                     | Frank de Carlo           |
| 1990 | Captain America                  | Lt. Colonel Louis        |
| 1990 | Fatal Sky                        | Jeff Milker              |
| 1991 | The Psychic                      | Theodore 'Ted' Steering  |
| 1991 | Total Exposure                   | Dave Murphy              |
| 1992 | Black Ice                        | Ben Shorr                |
| 1993 | DaVinci's War                    | China Smith              |
| 1993 | American Yakuza                  | Dino Campanela           |
| 1993 | No Escape, No Return             | Dante                    |
| 1994 | Fortunes of War                  | Father Aran              |
| 1994 | Inner Sanctum II                 | Bill Reed                |
| 1994 | Lady In Waiting                  | Jimmy Scavetti           |
| 1995 | Hologram Man                     | Edward Jameson           |
| 1995 | To the Limit                     | Thomas 'China' Smith     |
| 1996 | Overkill                         | Lloyd Wheeler            |
| 2000 | Finding Forrester                | Dr. Spence               |
| 2001 | Carman: The Champion             | Freddie                  |
| 2001 | Lovely & Amazing                 | Dr. Crane                |
| 2002 | Terminal Error                   | Brad Weston              |
| 2003 | Klepto                           | Dr. Cohn                 |
| 2003 | Stuey                            | Vincent                  |
| 2004 | The Terminal                     | Max                      |
| 2005 | Searching for Bobby D            | Angelo                   |
| 2005 | Boynton Beach Club               | Donald                   |
| 2006 | Last Holiday                     | Congressman Stewart      |
| 2006 | Invincible                       | Leonard Tose             |
| 2009 | The Proposal                     | Chairman Bergen          |
| 2012 | Any Day Now                      | Miles Dubrow             |
| 2015 | The Squeeze                      | Jimmy Diamonds           |
| 2017 | Teleios                          | Nordham                  |
| 2017 | Alex & the List                  | Rabbi Baskin             |
| 2017 | Woman Walks Ahead                | Karl Valentine           |
| 2018 | Con Man                          | Uncle Joe                |

### Televiziune
| An      | Titlu                                                     | Rol                           | Note                                                                  |
| ------- | --------------------------------------------------------- | ----------------------------- | --------------------------------------------------------------------- |
| 1974–75 | Somerset                                                  | Tom Conway                    | Rol principal                                                         |
| 1975    | Beacon Hill                                               | Giorgio Bullock               | Rol principal; sezonul 1                                              |
| 1975–78 | Search for Tomorrow                                       | Steve Kaslow                  | Rol principal                                                         |
| 1977    | Contract on Cherry Street                                 | Lou Savage                    | Film TV                                                               |
| 1979    | The Curse of Dracula                                      | Count Dracula                 | Rol principal; sezonul 1                                              |
| 1979    | The Last Convertible                                      | Jean RGR des Barres           | Miniserial; 3 episoade                                                |
| 1980    | Nick and the Dobermans                                    | Nick Macazie                  | Film TV                                                               |
| 1980    | Fun and Games                                             | Greg                          | Film TV                                                               |
| 1981    | The Gangster Chronicles                                   | Charles "Lucky" Luciano       | Miniserial; 13 episoade                                               |
| 1983    | Secrets of a Mother and Daughter                          | Alex Shepherd                 | Film TV                                                               |
| 1983–84 | Bay City Blues                                            | Joe Rohner                    | Rol principal; sezonul 1                                              |
| 1984    | Spraggue                                                  | Michael Spraggue              | Film TV                                                               |
| 1985    | Star Fairies                                              | Giant (voce)                  | Film TV                                                               |
| 1986    | Between Two Women                                         | Harry Petherton               | Film TV                                                               |
| 1986    | Rage of Angels: The Story Continues                       | James Moretti                 | Film TV                                                               |
| 1986–87 | Downtown                                                  | Det. John Forney              | Rol principal; sezonul 1                                              |
| 1988    | Quiet Victory: The Charlie Wedemeyer Story                | Charlie Wedemeyer             | Film TV                                                               |
| 1990    | Shattered Dreams                                          | John Fedders                  | Film TV                                                               |
| 1991    | Changes                                                   | Peter Hallam                  | Film TV                                                               |
| 1992    | In the Arms of a Killer                                   | Brian Venible                 | Film TV                                                               |
| 1992    | Exclusive                                                 | Reed Pierce                   | Film TV                                                               |
| 1992    | The Sands of Time                                         | Jaime Miro                    | Film TV                                                               |
| 1992    | The Final Contract                                        | David Sloane                  | Film TV                                                               |
| 1992–95 | Love & War                                                | Kip Zakaris                   | Rol principal; Seasons 1-3                                            |
| 1994    | Eyes of Terror                                            | Lt. David Zaccariah           | Film TV                                                               |
| 1995    | Between Love & Honor                                      | "Crazy" Joe Gallo             | Film TV                                                               |
| 1995    | Burke's Law                                               | Judd Timmons                  | Episodul: "Who Killed the Tennis Ace?"                                |
| 1995    | Victor/Victoria                                           | King Marchand                 | Film TV                                                               |
| 1997    | Law & Order                                               | Dr. Michael Cosgrove          | Episodul: "Harvest"                                                   |
| 1998    | This Matter of Marriage                                   | Adam Barr                     | Film TV                                                               |
| 1998    | Style & Substance                                         | Jeff Dennis                   | Episodul: "Chelsea's First Date"                                      |
| 1998    | Early Edition                                             | Stanley Hollenbeck            | Episodul: "Nest Egg"                                                  |
| 1999    | Too Rich: The Secret Life of Doris Duke                   | Porfirio Rubirosa             | Film TV                                                               |
| 1999    | Law and Order: Special Victims Unit                       | Dallas Warner                 | Episodul: "A Single Life"                                             |
| 2000–03 | Touched by an Angel                                       | Greg Sawyer / Carl Northum    | 2 episoade                                                            |
| 2001    | Second Honeymoon                                          | Phillip                       | Film TV                                                               |
| 2001    | Gideon's Crossing                                         | Cardiologist                  | 2 episoade                                                            |
| 2001    | 61*                                                       | Joe DiMaggio                  | Film TV                                                               |
| 2003    | The District                                              | FBI Agent Spencer             | Episodul: "Sacrifices"                                                |
| 2003    | The Lyon's Den                                            | Simon Freed                   | Episodul: "Beach House"                                               |
| 2003–07 | Law and Order Criminal Intent                             | Henry Webster / Elder Roberts | 2 episoade                                                            |
| 2004    | The Practice                                              | Dwight Haber                  | Episodul: "Avenging Angels"                                           |
| 2004    | The West Wing                                             | Senator Roy Turner            | Episodul: "Slow News Day"                                             |
| 2004    | Cold Case                                                 | Kyle Silver                   | Episodul: "Maternal Instincts"                                        |
| 2004    | Medical Investigation                                     | Wes Douglas                   | Episodul: "You're Not Alone"                                          |
| 2004    | The Young and the Restless                                | Elliot Hampton                | 17 episoade                                                           |
| 2004    | Star Trek: Enterprise                                     | Syrran / Arev                 | Episodul: "The Forge"                                                 |
| 2004–07 | The O.C.                                                  | Dr. Neil Roberts              | Guest; sezonul 1-2, Rol principal; sezonul 3, Rol secundar; sezonul 4 |
| 2006    | South Beach                                               | Warren Stella                 | Episodul: "Who Do You Trust"                                          |
| 2006    | CSI: NY                                                   | Denney Lancaster              | Episodul: "People with Money"                                         |
| 2007    | Brothers & Sisters                                        | Milo Peterman                 | 3 episoade                                                            |
| 2007    | Without a Trace                                           | Byron Carlton                 | Episodul: "Run"                                                       |
| 2007–11 | Damages                                                   | Phil Grey                     | Rol secundar; sezonul 1-4                                             |
| 2008    | Privileged                                                | Miles Franklin                | Episodul: "All About Love, Actually"                                  |
| 2008–13 | NCIS                                                      | Mossad Director Eli David     | Rol secundar; sezonul 6-10                                            |
| 2009    | Crash                                                     | Wesley Thigpen                | 2 episoade                                                            |
| 2010    | Legend of the Seeker                                      | Frederick Amnell              | Episodul: "Bound"                                                     |
| 2009–10 | Army Wives                                                | General Ludwig                | Rol secundar; sezonul 4                                               |
| 2010–11 | All My Children                                           | Caleb Cortlandt               | Rol principal                                                         |
| 2011    | House                                                     | Thad Barton                   | Episodul: "Risky Business"                                            |
| 2012    | Dark Desire                                               | Phil                          | Film TV                                                               |
| 2013    | Body of Proof                                             | Daniel Russo                  | Episodul: "Mob Mentality"                                             |
| 2013    | Hunt for the Labyrinth Killer                             | Galen Anderson                | Film TV                                                               |
| 2013    | Major Crimes                                              | Congressman Steven Keller     | Episodul: "Risk Assessment"                                           |
| 2014    | The Exes                                                  | James Malcolm                 | Episodul "The Old Man & the Holly                                     |
| 2014    | Taken Away                                                | Senator Worthington           | Film TV                                                               |
| 2015    | The Slap                                                  | Thanassis                     | Miniserial; 5 episoade                                                |
| 2015    | Chicago P.D.                                              | Carlo Tafani                  | Episodul: "Never Forget I Love You"                                   |
| 2016    | Blue Bloods                                               | Nick Constantine              | Episodul "Town Without Pity"                                          |
| 2016    | Heartbeat                                                 | Gérard Panttiere              | Episodul: "Match Game"                                                |
| 2017    | Manhunt: Unabomber                                        | Bob Guccione                  | Episodul: "Publish or Perish"                                         |
| 2018    | The Assassination of Gianni Versace: American Crime Story | Norman Blachford              | 2 episoade                                                            |
| 2018    | Great Performances                                        | Himself                       | Episodul: "Ellis Island: The Dream of America" with Pacific Symphony" |
| 2018–20 | Yellowstone                                               | Bob Schwartz                  | Rol secundar; sezonul 1-3                                             |
| 2019    | Devils                                                    | Jeremy Stonehouse             | Rol secundar                                                          |
| 2019    | NCIS: New Orleans                                         | Jason Campbell                | Vedetă invitată                                                       |
| 2020    | Hawaii Five-0                                             | Oscar Hirsch                  | Episodul: "He puhe'e miki"                                            |
| 2022    | The Watcher                                               | Roger Kaplan                  | Rol secundar                                                          |